# 金相竜
金 相竜（キム・サンリョン、朝鮮語: 김상룡）は、朝鮮民主主義人民共和国の軍人、政治家。第9軍団長、朝鮮労働党中央委員会委員。第2軍団長などを歴任した。朝鮮人民軍における軍事称号（階級）は中将。

## 経歴
出生地や生年月日は不明。時期は不明であるが第2軍団長に任命され、2014年3月9日に実施された最高人民会議第13期代議員選挙で代議員に選出された。2015年8月2日に韓国・京畿道の非武装地帯に埋まられた地雷によって韓国軍兵士2人が負傷した事件を主導したが、作戦遂行に問題があったとする報告書が送られたため8月末に開催された朝鮮労働党中央軍事委員会拡大会議で、第2軍団長を解任され、第9軍団長に左遷された。しかし、2015年1月7日に死去した李乙雪元帥の国家葬儀委員会委員に選ばれるなど、軍内での影響力は保持した。
2016年5月9日に開催された朝鮮労働党第7次大会で朝鮮労働党中央委員会委員に選出され、2019年3月10日に実施された最高人民会議第14期代議員選挙で代議員に再選された。